# Rowosari (Ulujami)
Rowosari is een bestuurslaag in het regentschap Pemalang van de provincie Midden-Java, Indonesië. Rowosari telt 7092 inwoners (volkstelling 2010).